# Bartolomeo da Cogorno
Bartolomeo da Cogorno, O.F.M. (Cogorno, ? - Génova, dezembro de 1385 ou 11 de janeiro de 1386) foi um cardeal italiano do século XIV. Foi executado por conspiração contra o Papa Urbano VI.

## Biografia
Bartolomeo nasceu em Cogorno, perto de Chiavari, na família nobre e distinta dos condes de Lavagna. Seu sobrenome também é listado como Coturno; como Cothurno; como Cochurno; e como Cucurno. Ele era chamado de Cardeal Genovês (Cardianis Ianuensis).
Entrou para a Ordem dos Frades Menores em Chiavari ou em Gênova. Possivelmente, membro da província de S. Antonio de Veneza. Magister em teologia (de acordo com uma carta papal de 19 de junho de 1377). Ele era doutor ou professor de Sacrae Paginae e gozava de grande reputação como pregador em Gênova. Bartolomeo apoiou a legitimidade do processo eleitoral do Papa Urbano VI e escreveu o tratado De vera et legitima electione Urbani VI (o manuscrito está na Biblioteca Nacional em Paris). A morte repentina do Cardeal Gilles Aycelin de Montaigu, que havia aderido recentemente à obediência de Avinhão, reforçou sua decisão de permanecer leal ao Papa Urbano VI. Ele foi autor de vários tratados teológicos e sermões.
Eleito arcebispo de Gênova ca. 1381; ocupou a sé até sua promoção ao cardinalato, a qual ocorreu por insistência do doge de Gênova. Criado cardeal-presbítero de S. Lorenzo em Damaso no consistório de 21 de dezembro de 1381. Legado em Gênova e na Lombardia em 1382; ele tinha a faculdade de absolver de censuras eclesiásticas; em 16 de fevereiro de 1382, o cardeal recebeu a faculdade de permitir que os comerciantes transportassem suas mercadorias nos territórios sob o controle do sultão da Babilônia; e no dia 21 de março seguinte, a faculdade de organizar, em nome da Câmara Apostólica, com pessoas que desejassem devolver posses adquiridas ilegitimamente.

O Papa Urbano VI suspeitou do cardeal Bartolomeo, e ele teve que se esconder; eles mais tarde se reconciliaram através dos bons ofícios do Rei Carlo Durazzo de Nápoles. Enviado em uma missão antes do rei de Nápoles; não foi bem-sucedido. Ele foi novamente acusado de conspirar contra o papa, juntamente com os cardeais Giovanni da Amelia, Gentile di Sangro, Adam Easton, OSB, Ludovico Donato, OFM e Marino Giudice; eles foram presos em um consistório público e encarcerados no Castelo de Nocera Umbria em 11 de janeiro de 1385; foram submetidos à tortura. Quando o papa teve que deixar Nocera, forçado pelo exército do rei de Nápoles, ele levou os cardeais acusados para Gênova; todos eles, exceto o cardeal Easton, foram executados em Gênova em dezembro de 1385 ou 11 de janeiro de 1386. Seu corpo foi jogado ao mar em um saco ou enterrado na residência papal em Gênova.